# Premi de l'Estat per a l'emancipació gai - Premi Jos Brink
El Premi de l'Estat per a l'emancipació gai - Premi Jos Brink (en neerlandès  Staatsprijs voor homo-emancipatie Jos Brink-prijs) és un premi creat el 2008 pel Ministeri d'Ensenyament, Cultura i Ciència del govern dels Països Baixos atorgat a persones o organitzacions que han ben merescut per a l'acceptació i l'emancipació de la comunitat LGBT.
S'atorga cada dos anys a l'entorn del 17 de maig, el Dia Internacional contra l'homofòbia i la transfòbia. Porta el nom de l'actor, escriptor i cabaretista Jos Brink (1942-2007). El premiat rep una obra d'art i 10.000 euros. Al costat del premi principal s'atorga també un premi d'encoratjament a una iniciativa innovadora recent que mereix un reconeixement i un suport oficial.

## Premiats
- 2009: Henk Krol, fundador i cap de redacció del periòdic Gay Krant, creat el 1980. Els jurats van apreciar «els seus objectius, mètodes i resultats que van contribuir considerablement a l'acceptació dels homosexuals als Països Baixos».[3]

El premi d'encoratjament va anar al RCTH un grup de teatre de Rotterdam per la seva obra educativa Sex a la ciutat destinada a la sensibilització a les escoles.
- 2011: Els voluntaris de l'Associació neerlandesa per a la integració de l'homosexualitat COC.[5] Segons els jurats: «El voluntaris van fer del COC un element que contribueix a la imatge de marca del nostre país i la seva acció va contribuir a la reputació de pioner dels Països Baixos al nivell internacional [en l'emancipació LGBT]. El COC ha esdevingut un concepte conegut per tota la població neerlandesa.»[6]

El Premi d'encoratjamant va ser atorgat al diputat Ahmed Marcouch per a la seva acció per a obrir intrèpidament el debat sobre l'homosexualitat encara molt penós als cercles dels immigrants.